# Alectoris philbyi
Alectoris philbyi là một loài chim trong họ Phasianidae.